# Microburst
Et microburst er et kraftigt vind-tilfælde, som modsat en tornado suger luften nedad.
Som regel opstår fænomenet i forbindelse med cumulus eller cumulonimbusskyer.
Udtrykket blev først defineret af Tetsuya Theodore Fujita (som er mest kendt for at have introduceret Fujitas tornadoskala for graduering af tornadoer), som en type faldvind som skaber kraftig horisontal vind indenfor et område på 3 km i diameter. Dersom vinden dækker et område større end 3 km i diameter kaldte Fujita det for Macroburst. Et
Hvis et fly flyver ind i en sådan vind, bliver flyet presset mod jordoverfladen. Microburst er usynlige. Først bliver flyet presset mod jorden, så får det opdrift, og igen bliver det presset mod jorden, dette sker ved at der kommer vind forfra som giver opdrift, hvor efter der kommer vind bagfra som presser flyet mod jorden. Et eksempler kan nævnes PanAm Flight 759, som styrtede ned, lige efter start, hvor alle ombordværende omkom. Flyet blev ramt af et microburst, under et stormvejr.